# Special Works Support Honda
SWS Honda staat voor Special Works Support Honda en is een type motorfiets.
Dit is een Honda fabrieksracer die op leasebasis aan bepaalde teams beschikbaar wordt gesteld, en waarbij de fabriek dezelfde steun verleent als aan de eigen fabrieksrijders.
In het eerst "SWS jaar" 1998 hadden de fabrieksrijders veel concurrentie van de SWS-rijders omdat deze laatsten mochten experimenteren met andere voorvorken, vering etc. terwijl de fabrieksrijders aan de producten van Showa gebonden waren. Ook de brandstofkeuze was vrij, een belangrijk voordeel in het eerste jaar dat loodvrije benzine verplicht was.